# Tony Rolt
Anthony Peter Roylance Rolt (Bordon, Hampshire, Engleska, 16. listopada 1918. – Warwick, Warwickshire, Engleska, 6. veljače 2008.) je bio britanski vozač automobilističkih utrka, bojnik u Britanskoj armiji i inženjer. U Drugom svjetskom ratu bio je zarobljen u bitki kod Calaisa 1940. U Formuli 1 je nastupio na tri utrke od 1950. do 1955., ali nije uspio osvojiti bodove. Od 1947. do 1955. odvezao je 40 neprvenstvenih utrka Formule 1, u kojima je ostvario šest pobjeda. Godine 1953. pobijedio je na utrci 24 sata Le Mansa sa suvozačem Duncanom Hamiltonom, vozeći bolid Jaguar C-type.

## Vanjske poveznice
- Tony Rolt - Stats F1
- Tony Rolt - Racing Sports Cars